# 24-Stunden-Rennen von Spa-Francorchamps 1990

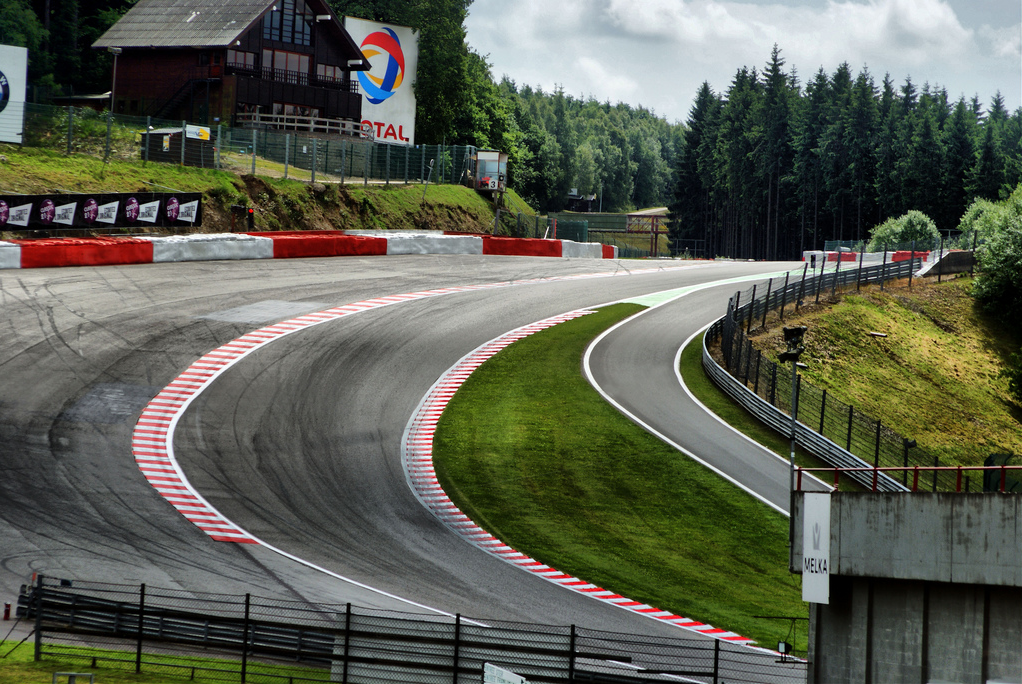
Eau Rouge, die Kurve in der Guy Renard tödlich verunglückte

Das 42. 24-Stunden-Rennen von Spa-Francorchamps, auch Lotto Trophy 1990, fand am 21. und 22. Juli 1990 auf dem Circuit de Spa-Francorchamps statt. Das Rennen zählte zu keiner Rennserie.

## Das Rennen
Der tödliche Unfall des 27-jährigen belgischen Rennfahrers Guy Renard überschattete den Doppelsieg zweier Schnitzer-BMW M3 Sport Evo. Renard verlor knapp nach Mitternacht die Herrschaft über seinen Toyota Corolla GT und prallte in der Eau Rouge in eine Barriere. Der Toyota rutschte auf die Fahrbahn zurück und wurde vom Ford Sierra RS Cosworth des Briten Alister Lyall sowie dem Porsche Carrera 2 von André Hardy getroffen. Der Toyota ging in Flammen auf und Renard starb an der Unfallstelle. Lyall und Hardy kamen mit leichten Verletzungen davon. Aus Respekt vor Renard zogen alle Toyota-Teams ihre Fahrzeuge zurück.
Das Rennen gewannen die beiden Schnitzer-Teams Johnny Cecotto/Markus Oestreich/Fabien Giroix und Dieter Quester/Marc Duez/Christian Danner.

## Ergebnisse

### Schlussklassement
| 1               | DTM/Div.2       | 25 | BMW M Team Schnitzer                   | Johnny Cecotto Markus Oestreich Fabien Giroix             | BMW M3 Sport Evo            | 468 |
| 2               | DTM/Div.2       | 24 | BMW M Team Schnitzer                   | Dieter Quester Marc Duez Christian Danner                 | BMW M3 Sport Evo            | 468 |
| 3               | A/Div.3         | 2  | Bastos Castrol Racing Team Eggenberger | Roland Asch Frank Biela Thomas Lindström                  | Ford Sierra RS 500 Cosworth | 468 |
| 4               | DTM/Div.2       | 27 | Bastos Bigazzi                         | Steve Soper Armin Hahne Jean-Michel Martin                | BMW M3 Sport Evo            | 462 |
| 5               | DTM/Div.2       | 29 | Linder M Team                          | Altfrid Heger Franz Engstler Patrick Slaus                | BMW M3 Sport Evo            | 445 |
| 6               | Procar/Class. 5 | 50 | RAS Sport                              | Claude Bourgoignie Patrick Nève Thierry van Dalen         | Porsche Carrera 2           | 432 |
| 7               | Procar/Class. 5 | 52 | RAS Sport                              | Guy Nève Jean-Paul Libert Roland de Jamblinne             | Porsche Carrera 2           | 425 |
| 8               | Procar/Class. 5 | 53 | RAS Sport                              | Cyril Raes Michel Delcourt Roger Visconti                 | Porsche 911 Carrera         | 422 |
| 9               | N/Class. 5      | 60 | Bernd Racing Team                      | Georg Memminger Nicolas Leutwiler                         | Porsche 911 Carrera         | 422 |
| 10              | Procar/Class. 5 | 51 | RAS Sport                              | Frans Lubin Jean-Marie Pirnay Philippe Bervoets           | Porsche Carrera 2           | 417 |
| 11              | N/Class. 5      | 57 | Janspeed Motor Sport                   | Barrie Williams Kieth O’dor Joe Weber                     | Nissan Skyline GT-R         | 416 |
| 12              | N/Class. 5      | 55 | Team Zexel                             | Anne-Charlotte Verney Hideo Fukuyama Naoki Hattori        | Nissan Skyline GT-R BNR32   | 411 |
| 13              | N/Class. 5      | 56 | Team Zexel                             | Kenji Tohira Takayuki Kinoshita Dirk Schoysman            | Nissan Skyline GT-R         | 410 |
| 14              | Procar/Class. 3 | 84 | Ecurie Bruxelloise                     | Bernard Winderinckx Michel Plennevaux Stephane Cohen      | VW Golf GTI 16V             | 406 |
| 15              | A/Div. 1        | 23 | Toison d’Or VGH                        | Pierre Fermine Rodolphe Koentges                          | Honda Civic V-TEC           | 405 |
| 16              | Procar/Class. 3 | 74 | Opel Racing                            | Bruno Thiry Patrick Jamar Wolfgang Haugg                  | Opel Kadett GSi 16V         | 403 |
| 17              | N/Class. 5      | 64 | Aly Kridel                             | Jean-Marie Dumont Nico Demuth Romain Wolff                | Ford Sierra RS Cosworth     | 398 |
| 18              | Procar/Class. 3 | 73 | Opel Team Belgium                      | Christian Cremer Dirk Van Rompuy Eddy Willems             | Opel Kadett GSi 16V         | 395 |
| 19              | N/Class. 2      | 95 | Seikel Motorsport                      | Peter Seikel Stanislav de Angelis Henny Hemmes            | Honda Civic V-TEC           | 393 |
| 20              | Procar/Class. 3 | 76 | Peugeot Talbot Belgique                | Jean-Pierre van de Wauwer Bernard Pirot S. Pierre         | Peugeot 309 GTI 16V         | 386 |
| 21              | Procar/Class. 3 | 78 | Peugeot Talbot Belgique                | Claude Corthals Edouard Theyus Philippe Huart             | Peugeot 309 GTI 16V         | 385 |
| 22              | Procar/Class. 4 | 89 | De Bokkenrijders                       | Ferdinand de Lesseps Flory Roothaert Pierre de Thoisy     | Renault Alpine V6           | 381 |
| 23              | N/Class. 5      | 63 | Five Star Racing                       | Geoff Kimber-Smith Soames Langton Peter Buxtorf           | Ford Sierra RS Cosworth     | 379 |
| 24              | Procar/Class. 3 | 79 | Ecurie Bruxelloise                     | Francois-Xavier Boucher Christian Lefort Pierre Bousson   | Peugeot 405 MI 16           | 377 |
| 25              | Procar/Class. 3 | 72 | Opel Team Belgium                      | Eddy van Esch Philippe Ménage Patrick Schreurs            | Opel Kadett GSi 16V         | 368 |
| 26              | Procar/Class. 5 | 67 | Nationale Renstal U.R.R.T.             | André Carlier Colot Claude Watteyne                       | BMW 535i                    | 356 |
| 27              | A/Div. 2        | 12 | Team Mastop                            | Giovanni Bruno Michel Maillien Philippe Monfils           | BMW M3 Evo                  | 329 |
| Nicht klassiert |                 |    |                                        |                                                           |                             |     |
| 28              | Procar/Class. 3 | 70 | Opel Team Belgium                      | Didier Noirhomme Henry de Frahan Stephane de Groodt       | Opel Kadett GSi 16V         |     |
| 29              | N/Class. 5      | 61 | MSC Langenfeld                         | Willi Bergmeister K. H. Kuhlendahl                        | Audi 200 Turbo Quattro      |     |
| 30              | N/Class. 4      | 87 | Racing Dynamics                        | Helmut Hennes K. Jacobs M. Luhr                           | BMW M3                      |     |
| 31              | N/Class. 4      | 92 |                                        | Jose Renato Chartier Yves Wagner Gérard de Ville de Goyet | BMW M3                      |     |
| 32              | A/Div. 3        | 9  | Excelsior                              | Alain Thiebaut Robert Dierick Marc Sluszny                | Alfa Romeo 75 Turbo         |     |
| 33              | Procar/Class. 5 | 54 | RAS Sport                              | Hans Dorr André Hardy René Schenk                         | Porsche Carrera 2           |     |
| 34              | Procar/Class. 4 | 86 | Ecurie Baudouin Visétoise              | Georges Devrin Maurice Devrin Roland Schoos               | Opel Omega 3000 24v         |     |
| Ausgefallen     |                 |    |                                        |                                                           |                             |     |
| 35              | N/Class. 2      | 94 | Seikel Motorsport                      | Fred Rosterg Lothar Schörg Peter Seikel                   | Honda Civic V-TEC           |     |
| 36              | Procar/Class. 5 | 65 | Belgian Audi VW Club                   | Alain Plasch Helmut Mundas Pascal Witmeur                 | Audi V8 Quattro             |     |
| 37              | Procar/Class. 3 | 71 | Opel Team Belgium                      | Eric Bruynoghe Christian Wauters Didier Meirschaut        | Opel Kadett GSi 16V         |     |
| 38              | Procar/Class. 4 | 88 | Toison d’Or                            | Andrew Bagnall Guy van Mol Quirin Bovy                    | BMW M3                      |     |
| 39              | Procar/Class. 4 | 85 | Ecurie Bruxelloise                     | Michel de Deyne Jean-Pierre Mondron                       | Porsche 944                 |     |
| 40              | A/Div. 3        | 1  | Bastos Castrol Racing Team Eggenberger | Bernd Schneider Eddy Joosen Olaf Manthey                  | Ford Sierra RS 500 Cosworth |     |
| 41              | DTM/Div. 2      | 28 | Linder M Team                          | Altfrid Heger Éric Bachelart Frank Schmickler             | BMW M3 Sport Evo            |     |
| 42              | A/Div. 3        | 38 | Fujitsu Ten Team TOM's                 | Kiyoshi Misaki Shunji Kasuya Philip Verellen              | Toyota Supra Turbo MA70     |     |
| 43              | A/Div. 3        | 36 | Fujitsu Ten Team TOM's                 | Hideshi Matsuda Motoharu Kurosawa Phil Dowsett            | Toyota Supra Turbo MA70     |     |
| 44              | A/Div. 3        | 37 | Fujitsu Ten Team TOM's                 | Kaoru Hoshino Keiichi Suzuki Yoshiyasu Tachi              | Toyota Supra Turbo MA70     |     |
| 45              | A/Div. 1        | 22 | Fujitsu Ten Team TOM's                 | Kaori Okamoto Patrick Snijers Morio Nitta                 | Toyota Corolla GT           |     |
| 46              | Procar/Class. 3 | 80 | Toyota Racing                          | Bernard Carlier Georges Cremer                            | Toyota MR2 SW20             |     |
| 47              | Procar/Class. 3 | 82 | Toyota Racing                          | Renaud Verreydt Michel Luxen José Close                   | Toyota MR2 SW20             |     |
| 48              | A/Div. 1        | 19 | Toyota Racing                          | Guy Renard Guy Peters Damien Chaballe                     | Toyota Corolla GT           |     |
| 49              | DTM/Div. 2      | 28 | Bastos Bigazzi                         | Joachim Winkelhock Jacques Laffite Bernard Béguin         | BMW M3 Sport Evo            |     |
| 50              | A/Div. 3        | 5  | Yves Semoulin                          | Thierry Tassin Yves Semoulin Philippe Adams               | Ford Sierra RS 500 Cosworth |     |
| 51              | A/Div. 2        | 11 |                                        | Herbert Wolf Karl-Heinz Wlazik Uwe Eickwinkel             | BMW 325i                    |     |
| 52              | A/Div. 2        | 14 | Team Mastop                            | Vincent Bertinchamps Luc Pensis Georg Severich            | BMW M3 Evo                  |     |
| 53              | A/Div. 2        | 15 | Christian Tant                         | Christian Tant Jean-Luc Roy C. Taquet                     | BMW M3                      |     |
| 54              | DTM/Div. 2      | 30 | Garage Arnold Konz Luxembourg          | Nicolas Koob John Lagodny Bruno Ilien                     | BMW M3 Sport Evo            |     |
| 55              | A/Div. 3        | 3  | Bastos Castrol Racing Team Bornebusch  | Kaj Bornebusch Patrick Slaus Loris de Sordi               | Ford Sierra RS 500 Cosworth |     |
| 56              | N/Class. 5      | 68 | Angus Mackay                           | Angus Mackay Alister Lyall David Carvell                  | Ford Sierra RS Cosworth     |     |
| 57              | Procar/Class. 4 | 90 | Ecurie Bruxelloise                     | Willy Maljean Philippe Hoebeke Stephane de Groodt         | BMW M3                      |     |
| 58              | A/Class. 1      | 17 | Toyota Racing                          | Serge de Liederkeke Etienne Baugnée P. Fraikin            | Toyota Corolla GT           |     |
| 59              | A/Class. 1      | 20 | Toyota Racing                          | Guy Katsers Jean-Claude Burton Claude Triquet             | Toyota Corolla GT           |     |
| 60              | A/Class. 1      | 21 | Toyota Racing                          | Etienne van Buyndert Bob Holden Alf Grant                 | Toyota Corolla GT           |     |
| 61              | N/Class. 5      | 58 | Euro Racing                            | Philippe Richard Franck Fréon Delubac                     | Ford Sierra RS Cosworth     |     |
| 62              | Procar/Class. 3 | 75 | Peugeot Talbot Belgique                | Damien de Duve M. Polak Jean-Paul Prossnitz               | Peugeot 309 GTi 16V         |     |
| Nicht gestartet |                 |    |                                        |                                                           |                             |     |
| 63              | DTM/Class. 3    | 31 | Gerd Ruch                              | Gerd Ruch Jürgen Ruch P. Parker                           | Ford Mustang 5.0 GT         | 1   |
| 64              | Procar/Class. 3 | 81 | Toyota Racing                          | Michl Bouty George Georgen Arnold Guiot                   | Toyota Celica 2.0 GT        | 2   |
| 65              | N/Class. 4      | 93 | Marc Pachot                            | Marc Pachot A. Delhez C. Muartet                          | Renault 5 GT Turbo          | 3   |

1 nicht gestartet
2 nicht gestartet
3 nicht gestartet

### Nur in der Meldeliste
Hier finden sich Teams, Fahrer und Fahrzeuge, die ursprünglich für das Rennen gemeldet waren, aber aus den unterschiedlichsten Gründen daran nicht teilnahmen.
| Pos. | Klasse          | Nr. | Team                         | Fahrer                                             | Chassis                 |
| ---- | --------------- | --- | ---------------------------- | -------------------------------------------------- | ----------------------- |
| 66   | A/Class. 3      | 4   | Wolf Racing                  | Jörg van Ommen Ralf Kelleners                      | Ford Sierra RS Cosworth |
| 67   | A/Class. 3      | 6   | Ford Ringhausen Motorsport   | Alexander Mattschull Stefan Schlesack              | Ford Sierra RS Cosworth |
| 68   | A/Class. 3      | 7   | Porsche Cup Suisse           | E. Schmid Luigi Bello Eric Vuagnat                 | Ford Sierra RS Cosworth |
| 69   | A/Class. 3      | 8   | Porsche Cup Suisse           | Christer Simonsen Kurt Simonsen                    | Ford Sierra RS 500      |
| 70   | A/Class. 2      | 10  | ÚAMK                         | Oldřich Vaníček Frans Lubin                        | BMW M3                  |
| 71   | A/Class. 2      | 16  | Hebra Proficrafttools Racing | Peter Faubel Milos Bychl                           | BMW M3                  |
| 72   | A/Class. 1      | 18  | Ecurie Azur                  | Thierry de Bonhome Michel Duquesnoy                | Citroën AX Sport        |
| 73   | DTM/Class. 3    | 32  | Bemani Motorenbau            | Philippe Müller Ludwig Hölzl Herbert Lingmann      | Toyota Supra            |
| 74   | DTM/Class. 3    | 33  | Bemani Motorenbau            | Volker Strycek Toni Seiler Philip Verellen         | Toyota Supra            |
| 75   | DTM/Class. 5    | 59  | Toison d’Or                  | Roger van Peteghem Daniël Herregods                | Porsche 911             |
| 76   | N/Class. 5      | 62  | Roberto Ragazzi              | Roberto Ragazzi Antonio Maniero Giuseppe Ariotti   | Ford Sierra RS Cosworth |
| 77   | Procar/Class. 3 | 77  | Peugeot Talnot Belgique      | Christian Wauters Patrick Scheurs                  | Peugeot 309 GTi 16V     |
| 78   | N/Class. 3      | 83  | Right Food Racing Team       | J. Struycken Patrick Bastiaens J. de Vries Hendrik | Peugeot 205 GTi         |
| 79   | N/Class. 4      | 91  | Rimstock Racing              | N. Matthew Annette Meeuvissen                      | BMW M3                  |
| 80   | Procar/Class. 5 | 97  | Mühlner Motorsport           | Frank Katthöfer Alexander Quester                  | Opel Kadett             |
| 81   | N/Class. 4      | 98  | Auto Bude                    | C. Palma Andy Middendorf                           | BMW M3                  |

### Klassensieger
| Klasse          | Fahrer                  | Fahrer               | Fahrer            | Fahrzeug                    | Platzierung im Gesamtklassement |
| --------------- | ----------------------- | -------------------- | ----------------- | --------------------------- | ------------------------------- |
| A/Div. 3        | Roland Asch             | Frank Biela          | Thomas Lindström  | Ford Sierra RS 500 Cosworth | Rang 3                          |
| A/Div. 2        | Giovanni Bruno          | Michel Maillien      | Philippe Monfils  | BMW M3 Evo                  | Rang 27                         |
| A/Div. 1        | Pierre Fermine          | Rodolphe Koentges    |                   | Honda Civic V-TEC           | Rang 15                         |
| N/Class. 5      | Georg Memminger         | Nicolas Leutwiler    |                   | Porsche 911 Carrera         | Rang 9                          |
| N/Class. 4      | kein Teilnehmer im Ziel |                      |                   |                             |                                 |
| N/Class. 2      | Peter Seikel            | Stanislav de Angelis | Henny Hemmes      | Honda Civic V-TEC           | Rang 19                         |
| Procar/Class. 5 | Claude Bourgoignie      | Patrick Nève         | Thierry van Dalen | Porsche Carrera 2           | Rang 6                          |
| Procar/Class. 4 | Ferdinand de Lesseps    | Flory Roothaert      | Pierre de Thoisy  | Renault Alpine V6           | Rang 22                         |
| Procar/Class. 3 | Bernard Winderinckx     | Michel Plennevaux    | Stephane Cohen    | VW Golf GTI 16V             | Rang 14                         |
| DTM/Div. 3      | kein Teilnehmer im Ziel |                      |                   |                             |                                 |
| DTM/Div. 2      | Johnny Cecotto          | Markus Oestreich     | Fabien Giroix     | BMW M3 Sport Evo            | Gesamtsieg                      |

### Renndaten
- Gemeldet: 81
- Gestartet: 62
- Gewertet: 27
- Rennklassen: 11
- Zuschauer: unbekannt
- Wetter am Renntag: trocken und warm
- Streckenlänge: 6,939 km
- Fahrzeit des Siegerteams: 24:00,00,000 Stunden
- Gesamtrunden des Siegerteams: 468
- Gesamtdistanz des Siegerteams: 3247,452 km
- Siegerschnitt: unbekannt
- Pole Position: Bernd Schneider – Ford Sierra RS 500 (#1) – 2:33,420
- Schnellste Rennrunde: unbekannt
- Rennserie: zählte zu keiner Rennserie